# (99991) 1981 EY37
(99991) 1981 EY37 es un asteroide perteneciente al cinturón de asteroides, descubierto el 1 de marzo de 1981 por Schelte John Bus desde el Observatorio de Siding Spring, Nueva Gales del Sur, Australia.

## Designación y nombre
Designado provisionalmente como 1981 EY37.

## Características orbitales
```
1981 EY37 está situado a una 
distancia media
 del 
Sol
 de 2,228
 
ua
, pudiendo 
alejarse
 hasta 2,510
 
ua y 
acercarse
 hasta 1,945
 
ua. Su 
excentricidad
 es 0,126 y la 
inclinación orbital
 1,663
 
grados
. Emplea 1214,71
 
días en completar una 
órbita
 alrededor del Sol.
```

## Características físicas
La magnitud absoluta de 1981 EY37 es 16,7.